# Cap d’Artrutx

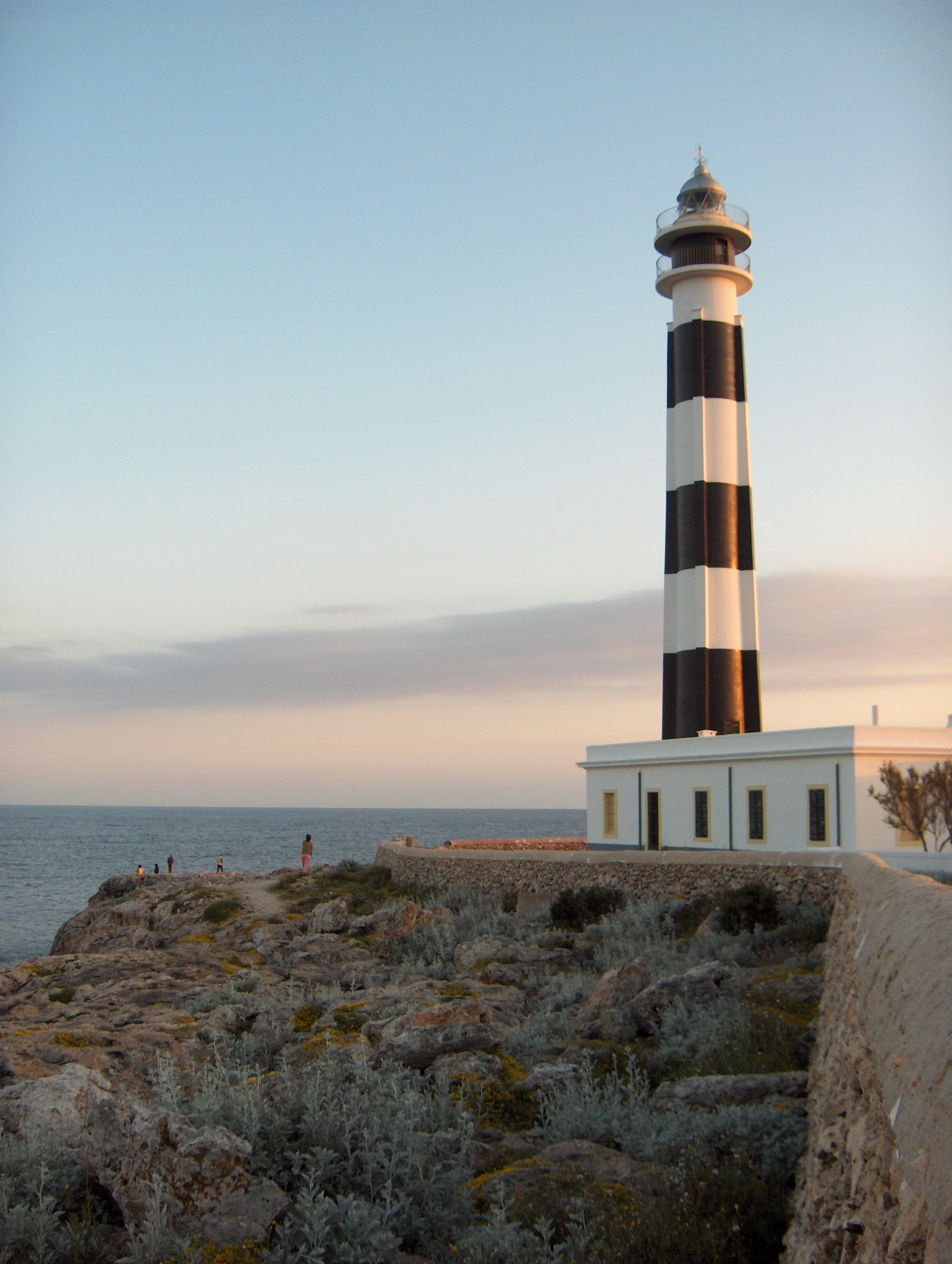
Leuchtturm am Cap d’Artrutx

Cap d’Artrutx bezeichnet sowohl das Kap an der Südwestspitze der spanischen Insel Menorca als auch den Ort, der sich an diesem Kap entwickelt hat. Cap d’Artrutx gehört zur Gemeinde Ciutadella.
Der Ort bildet ein zusammenhängendes Siedlungsgebiet mit den östlich gelegenen Orten Cala en Bosch und Son Xoriguer. Anders als die beiden Nachbarorte verfügt Cap d’Artrutx über keinen eigenen Badestrand. Das Ortsbild ist eher von Villen und Appartementgebäuden als von großen Hotelanlagen geprägt. Das Wahrzeichen von Cap d’Artrutx ist der schwarz-weiß gestrichene Leuchtturm. Er wurde 1859 erbaut und 1970 erhöht. Mallorca ist 38 Kilometer entfernt und am Horizont gut sichtbar.